# مزار رکن‌الدین محمود سنگانی
مزاررکن الدین محمود سنگانی مربوط به دوره قاجار است و در سنگان، ضلع شرقی شهر واقع شده و این اثر در تاریخ ۲۲ مرداد ۱۳۸۴ با شمارهٔ ثبت ۱۳۲۰۱ به‌عنوان یکی از آثار ملی ایران به ثبت رسیده است.